# Philippe Rousselot
Philippe Rousselot (ur. 4 września 1945 w Briey) – francuski operator filmowy. 
Współpracownik takich reżyserów jak Jean-Jacques Annaud, Stephen Frears, Tim Burton czy Guy Ritchie. Laureat Oscara za najlepsze zdjęcia do filmu Rzeka wspomnień (1992) Roberta Redforda. Wyreżyserował samodzielnie jeden autorski obraz - Pocałunek węża (1997).
Zasiadał w jury konkursu głównego na 48. MFF w Cannes (1995).

## Filmografia

### Zdjęcia
- 1985: Szmaragdowy las (The Emerald Forest)
- 1986: Teresa (Thérese)
- 1987: Nadzieja i chwała (Hope and Glory)
- 1988: Niedźwiadek (L'Ours)
- 1988: Niebezpieczne związki (Dangerous Liaisons)
- 1989: Zbyt piękna dla ciebie (Trop belle pour toi)
- 1989: Nie jesteśmy aniołami (We're No Angels)
- 1990: Henry i June (Henry & June)
- 1992: Rzeka wspomnień (A River Runs Through It)
- 1993: Krew z krwi, kość z kości (Flesh and Bone)
- 1994: Królowa Margot (La Reine Margot)
- 1994: Wywiad z wampirem (Interview with the Vampire: The Vampire Chronicles)
- 1996: Skandalista Larry Flynt (The People vs. Larry Flynt)
- 1999: Zagubione serca (Random Hearts)
- 1999: Instynkt (Instinct)
- 2000: Tytani (Remember the Titans)
- 2001: Krawiec z Panamy (The Tailor of Panama)
- 2001: Planeta małp (Planet of the Apes)
- 2002: Antwone Fisher
- 2003: Duża ryba (Big Fish)
- 2005: Constantine
- 2005: Charlie i fabryka czekolady (Charlie and the Chocolate Factory)
- 2007: Klub dyskusyjny (The Great Debaters)
- 2007: Odważna (The Brave One)
- 2007: Ukryta strategia (Lions for Lambs)
- 2009: Sherlock Holmes
- 2010: Peacock
- 2011: Larry Crowne. Uśmiech losu (Larry Crowne)
- 2011: Sherlock Holmes: Gra cieni (Sherlock Holmes: A Game of Shadows)

### Reżyser
- 1997: Pocałunek węża (The Serpent's Kiss)

### Producent
- 2005: Pan życia i śmierci (Lord of War)

## Nagrody
Rousselot był trzykrotnie nominowany do Oscara. Statuetkę odebrał w 1993 roku za film Rzeka wspomnień. Podczas swojej kariery zdobył także nagrodę BAFTA (cztery nominacje) oraz trzy Césary (sześć nominacji).